# Флэнаган, Люк
Люк «Минг» Флэнаган (Фланаган, Luke 'Ming' Flanagan; род. 22 января 1972) — ирландский общественный и политический деятель, депутат Европейского парламента от Ирландии с 2014 года. Он является независимым депутатом, но входит в состав группы «Европейские объединённые левые-Лево-зелёные севера»

## Биография
Флэнаган известен как социальный активист, который на протяжении длительного времени добивается легализации марихуаны и поднимал вопросы коррупции в Гарда Шихана — ирландской полиции.
Флэнаган начал свою политическую карьеру, безуспешно баллотировавшись на парламентских выборах 1997 года в качестве независимого протестного кандидата против своего арендодателя Фрэнка Фэйхи из «Фианна Файл»; он получил 548 голосов (1,1 %).
СМИ изображали его как несерьёзного кандидата — и он сам им подыгрывал, выступая с бритой головой и бородкой в эксцентричном образе злодея Минга Беспощадного (Ming the Merciless) из франшизы о Флэше Гордоне; отсюда его кличка «Минг». Его программа строилась на кампании с требованием легализации марихуаны (в 2000 году он прислал по косяку каждому из 200 депутатов парламента). Он также выступал с бескомпромиссной поддержкой радикальных социальных и экологических инициатив.
Флэнаган занял первое место на местных выборах 2004 года в Совет графства Роскоммон и был здешним депутатом в 2004—2011 годах. Он был переизбран в 2009 году с 16,8 % голосов. 28 июня 2010 года был избран мэром Роскоммона; на своём посту отказался от половины своего жалования и участия в молитвах перед заседаниями, считая, что для него как неверующего это было бы лицемерием.
После своего избрания от округа Роскоммон-Южный на парламентских выборах 2011 года (он получил 8925, или 18,8 % голосов как кандидат первого выбора) он всё так же отказался от половины зарплаты, но решил не возвращать её государству (считая, что они пойдут на помощь банкам), а потратить на помощь локальным социальным проектам. После прохождения в парламент Ирландии он объявил, что прекратит употребление марихуаны на время работы, чтобы защитить свою семью и сфокусироваться на важных политических вопросах. Он участвовал в организации общенациональной кампании против введения новых тарифов по домашним хозяйствам в 2011—2012 годах и выступал как защитник работающих на торфянниках.
Он был депутатом Палаты представителей в течение трёх лет, прежде чем его избрали в качестве независимого кандидата от Мидлендс-Северо-Западного округа на выборах в Европарламент 2014 года по итогам подсчёта второго круга голосов. Он баллотировался на платформе критики неолиберальной политики ЕС и пополнил ряды фракции европейских левых. В декабре 2014 года его назвали евродепутатом от Ирландии с вторым худшим показателем голосований — сам Флэнаган прогулы вынужденными из-за болезни жены и заботы о детях.

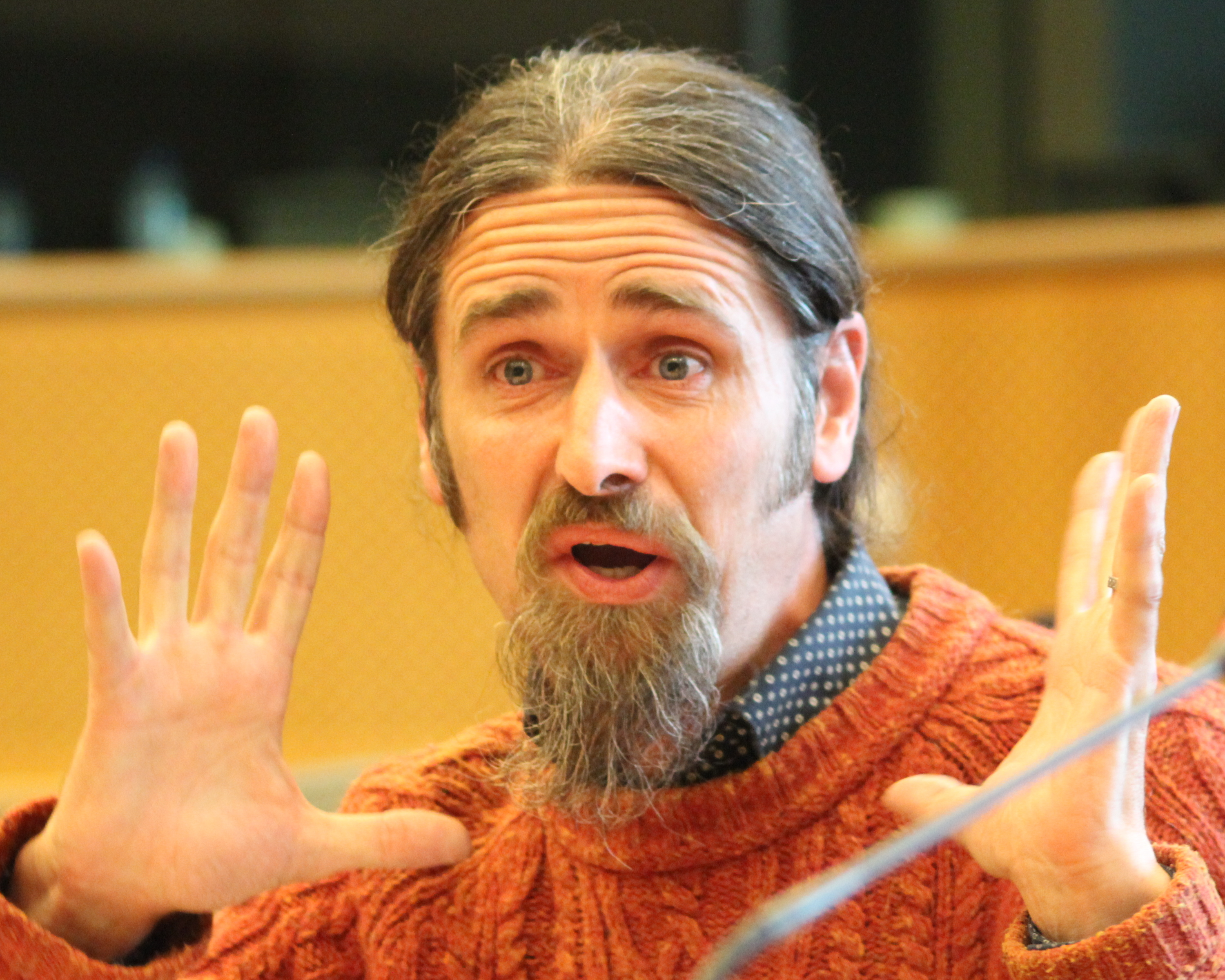
Минг Флэнаган в 2014 году

Флэнаган поддерживал снятие запрета на аборты на референдуме 2018 года, а на референдуме 2012 года агитировал против Договора о стабильности, координации и управлении в Экономическом и валютном союзе ЕС.